# Вірменська шляхта
Вірменська шляхта — дворянські роди Вірменії.

## Історія
Історія вірменської шляхти така ж стародавня, як і історія вірменського народу в цілому. Її коріння походить із найдавнішої родоплемінної формації, коли протовірменські племена, що відокремились від давньоарійської спільноти, виділяли зі свого середовища предводителів-вождів для управління своїм суспільством, захисту своєї території й організації походів на ворогів. Такими предводителями-вождями зазвичай ставали найкращі представники родів і племен, які відзначались силою, мудрістю, хоробрістю й подвигами. Так, поступово склався вищий клас вірменського суспільства — «азат»
У перекладі з сучасної вірменської слово «азат» буквально означає «вільний», однак термін, імовірно, має більш давнє значення та, ймовірно, походить від арійського yazata («божествені», «ті, що мають божественне походження», «гідні поклоніння»). Багато давньовірменських аристократичних кланів вели своє походження або від божеств давньовірменської віри, або від героїв-патріархів вірменського народу. Наприклад, княжі роди Ваєвуні й Мехнуні вели своє походження відповідно від Ваагна й Міхра — божеств вогню, війни та небесного світла, справедливості. Рід Арцруні вважав своїм пращуром Санасара, батька епічного Мгера з Сасна Црер, тобто того ж давньовірменського божества Міхра. Ціла плеяда аристократичних родів Вірменії вважала своїм спільним прямим пращуром Гайка Наапета, патріарха-родоначальника вірменського народу, епітетом якого був «дюцазн», тобто «походить із діців», «нащадок божеств». Відповідно до традиції від праотця Гайка та його нащадків пішли княжі роди Хорхоруні, Бзнуні, Мандакуні, Манавазян, Ангехеа (Ангех тун), Варажнуні, Апахуні, Арран тун тощо.